# Drogi wolności
Drogi wolności – polski serial historyczny w reżyserii Macieja Migasa, emitowany od 2 września do 25 listopada 2018 na antenie TVP1.
Serial został poprzedzony odcinkiem pilotażowym wyemitowanym 15 lipca 2018. Zdjęcia plenerowe kręcono w następujących lokacjach: Lublin (plac Rybny), Warszawa, Kraków, Poznań, Wolsztyn, Zbąszyń, Podkowa Leśna, Chojnata, Lanckorona i Brzesko.
Serial był emitowany z okazji 100-lecia odzyskania przez Polskę niepodległości.

## Obsada

### Główne role
- Julia Rosnowska – Lala Biernacka
- Paulina Gałązka – Marynia Biernacka
- Katarzyna Zawadzka – Alina Biernacka

### Drugoplanowe role
- Adam Cywka – Ignacy Biernacki
- Izabela Kuna – Janina Biernacka
- Anna Polony – Emilia Biernacka
- Antoni Królikowski – dziennikarz Michał
- Bernadetta Machała-Krzemińska – Anna Biernacka
- Mateusz Janicki – Karol Doster
- Aleksy Komorowski – Ludwig Grasnik
- Adrian Zaremba – Szymon Hasefer
- Maria Maj – Józefa Raczek
- Damian Kret – Jerzyk Raczek
- Mirosław Haniszewski – dziennikarz Rudolf
- Sławomir Holland – Maurycy Starzewski
- Marcin Bosak – Józef Piłsudski
- Dariusz Toczek – Storn
- Magdalena Smalara – kucharka
- Zbigniew Stryj – Henryk Dembiński
- Zbigniew Suszyński – Adel Holtorp
- Dariusz Siastacz – kolejarz
- Mariusz Zaniewski – Bondarek
- Grzegorz Wons – Wojciech Korfanty
- Aleksander Janiszewski – monter
- Helena Sujecka – Kazimiera Biela
- Magdalena Koleśnik – Olga Sygalis
- Beata Ścibakówna – Pola Duster
- Wojciech Majchrzak – naczelnik banku
- Ireneusz Kozioł – Stefan
- Tomasz Sobczak – Wincenty Witos
- Kamil Szeptycki – Klaus
- Zbigniew Kozłowski – strażnik
- Arkadiusz Janiczek – naczelnik więzienia
- Konrad Pawicki – Władysław Hasefer

## Spis serii
| Seria | Seria | Odcinki   | Premiera serii  | Finał serii       | Pora emisji     |
| ----- | ----- | --------- | --------------- | ----------------- | --------------- |
|       | Pilot | Pilot     | 15 lipca 2018   | 15 lipca 2018     | niedziela 20.10 |
|       | 1     | 1–13 (13) | 2 września 2018 | 25 listopada 2018 | niedziela 20:15 |

## Lista odcinków serialu
- 1 - Grzechy młodości - 15.07.2018, 02.09.2018
- 2 - Nieśmiertelnik - 09.09.2018
- 3 - Herbata z cukrem - 16.09.2018
- 4 - Blaszany orzełek - 23.09.2018
- 5 - Oberwanie chmury - 30.09.2018
- 6 - Kobieta idealna - 07.10.2018
- 7 - Niedziela palmowa - 14.10.2018
- 8 - Pojedynek - 21.10.2018
- 9 - Ślepy los - 28.10.2018
- 10 - Duchy przeszłości - 04.11.2018
- 11 - Ślubu nie będzie - 11.11.2018
- 12 - Gra w zielone - 18.11.2018
- 13 - Dziewczynka z zapałkami - 25.11.2018